# Celinów (Kozienice)
Pour les articles homonymes, voir Celinów.
Celinów (prononciation : [t͡sɛˈlinuf]) est un village polonais de la gmina de Grabów nad Pilicą dans le powiat de Kozienice de la voïvodie de Mazovie dans le centre-est de la Pologne.
Il se situe à environ 9 kilomètres à l'est de Grabów nad Pilicą (siège de la gmina), 21 kilomètres au nord-ouest de Kozienice (siège du powiat) et à 62 kilomètres au sud de Varsovie (capitale de la Pologne).
Le village possède approximativement une population de 120 habitants.

## Histoire
De 1975 à 1998, le village appartenait administrativement à la voïvodie de Radom.